# Новобілокатайська сільська рада
Но́вобі́локата́йська сільська рада (рос. Новобелокотайский сельский совет) — муніципальне утворення у складі Білокатайського району Башкортостану, Росія. Адміністративний центр — село Новобілокатай.

## Населення
Населення — 6258 осіб (2019, 6217 в 2010, 6214 в 2002).

## Склад
До складу поселення входять такі населені пункти:
| Населений пункт     | Населення, осіб (2002) | Населення, осіб (2010) |
| ------------------- | ---------------------- | ---------------------- |
| Новобілокатай, село | 5912                   | 5961                   |
| Соколки, село       | 302                    | 256                    |